# 페르시아어 수업
페르시아어 수업(독일어: Persischstunden, 러시아어: Уроки фарси)는 독일•러시아•벨라루스에서 공동제작된 바딤 피얼먼 감독의 2020년 드라마 영화이다. 레오니 베네쉬 등이 주연으로 출연하였다.
제93회 아카데미상의 아카데미 국제영화상의 벨라루스 입품작으로 선정되었다. 그러나 이 영화의 출신 국가가 대체로 벨라루스가 아니라는 이유로 자격 미달로 판정되었다.

## 출연

### 주연
- 나우엘 페레즈 비스카야트 : 질 역
- 라르스 아이딩어 : 코흐 역
- 레오니 베네쉬 : 엘사 역